# Diego Torres (Schauspieler)

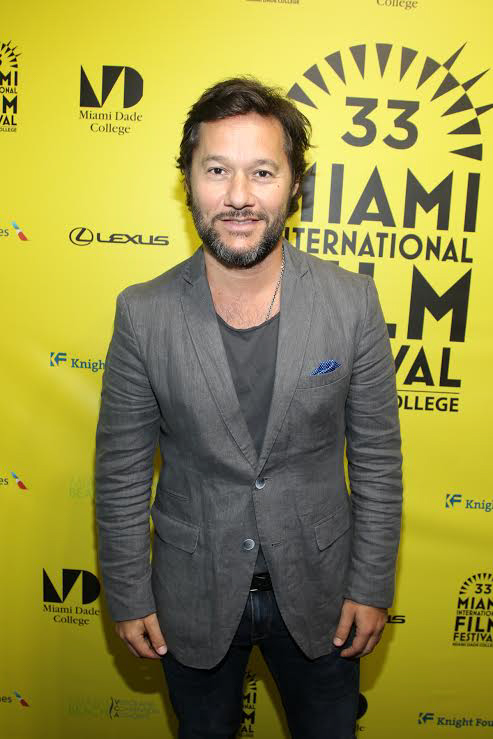
Diego Torres (2016)

Diego Antonio Caccia Torres (* 9. März 1971 in Buenos Aires) ist ein argentinischer Schauspieler und Latin-Pop-Sänger.

## Leben und Wirken
Er ist fünfter Sohn der bekannten argentinischen Sängerin Lolita Torres. 1988 spielte er seine erste Filmrolle in El Profesor Punk, gefolgt 1989 von einer Rolle in der Fernsehserie Los Otros y Nosotros. Im gleichen Jahr gründete er eine Band namens La Marca, die sich aber 1991 wieder auflöste. 1992 spielte er eine Hauptrolle in der Telenovela La Banda del Golden Rocket und brachte sein erstes Soloalbum heraus, das von Cachorro López produziert wurde. Es erreichte vierfach Platin in Argentinien. 1994 folgte das zweite, 1996 das dritte und 1999 das vierte Album. Nebenbei arbeitete er weiter als Schauspieler, in den Filmen La Furia (1997, Regie: Juan Bautista Stagnaro) und La Venganza (1999, Regie: Juan Carlos Desanzo). Zu letzterem steuerte er auch den Song Recuerda zum Soundtrack bei.
Sein fünftes Album, das 2001 erschien, enthält seinen wohl bekanntesten Song Color Esperanza. Er hielt sich Anfang 2002 12 Wochen lang auf Platz 1 der argentinischen Charts, das Video wurde mit dem MTV People’s Choice Award ausgezeichnet. Von dem Album wurden in Argentinien über 160.000 Exemplare verkauft. Torres gab 13 Konzerte im Luna Park, die alle ausverkauft waren. 2003 spielte er in dem Film El Juego de Arcibel (Regie: Alberto Lecchi) eine Hauptrolle. 2004 gab er ein Konzert für MTV Unplugged, das auch auf CD und DVD veröffentlicht wurde. Es war für einen Grammy als Best Latin Pop Album nominiert und erhielt einen Latin Grammy als Best Engineered Album. In Argentinien war es das meistverkaufte Album des Jahres und erhielt viermal Platin. Auf seiner Tournee durch 54 Städte Lateinamerikas hatte er über eine Million Zuschauer. Sein siebtes Album erschien 2006. Es wurde von ihm selbst produziert und enthält den Song Abriendo Caminos, ein Duett mit Juan Luis Guerra.
Torres ist als UNICEF-Botschafter für Lateinamerika und die Karibik tätig.

## Diskografie

### Alben
- 1991: La Marca
- 1992: Diego Torres (AR: ×2Doppelplatin )
- 1994: Tratar de Estar Mejor (AR: ×6Sechsfachplatin )
- 1996: Luna Nueva (AR: Gold)[1]
- 1999: Tal Cual Es (AR: Platin)
- 2001: Un Mundo Diferente (AR: ×5Fünffachplatin )

| Jahr | Titel         | Höchstplatzierung, Gesamtwochen, AuszeichnungChartplatzierungen (Jahr, Titel, Platzierungen, Wochen, Auszeichnungen, Anmerkungen) | Höchstplatzierung, Gesamtwochen, AuszeichnungChartplatzierungen (Jahr, Titel, Platzierungen, Wochen, Auszeichnungen, Anmerkungen) | Höchstplatzierung, Gesamtwochen, AuszeichnungChartplatzierungen (Jahr, Titel, Platzierungen, Wochen, Auszeichnungen, Anmerkungen) | Höchstplatzierung, Gesamtwochen, AuszeichnungChartplatzierungen (Jahr, Titel, Platzierungen, Wochen, Auszeichnungen, Anmerkungen) | Anmerkungen                           |
| Jahr | Titel         | Latin | ES | AR | MX | Anmerkungen                           |
| ---- | ------------- | --- | --- | --- | --- | ------------------------------------- |
| 2004 | MTV Unplugged | Latin45 (8 Wo.)Latin | — | AR— ×4VierfachplatinAR | MX— ×2DoppelplatinMX | Erstveröffentlichung: 4. Mai 2004     |
| 2006 | Andando       | Latin63 (1 Wo.)Latin | ES9 (7 Wo.)ES | AR— PlatinAR | — | Erstveröffentlichung: 8. August 2006  |
| 2010 | Distinto      | Latin31 (3 Wo.)Latin | ES34 (5 Wo.)ES | AR— GoldAR | — | Erstveröffentlichung: 4. Mai 2010     |
| 2015 | Buena vida    | Latin38 (1 Wo.)Latin | ES81 (1 Wo.)ES | — | — | Erstveröffentlichung: 9. Oktober 2015 |

grau schraffiert: keine Chartdaten aus diesem Jahr verfügbar

### Singles (Auswahl)
| Jahr | Titel                              | Höchstplatzierung, Gesamtwochen, AuszeichnungChartplatzierungen (Jahr, Titel, Platzierungen, Wochen, Auszeichnungen, Anmerkungen) | Höchstplatzierung, Gesamtwochen, AuszeichnungChartplatzierungen (Jahr, Titel, Platzierungen, Wochen, Auszeichnungen, Anmerkungen) | Höchstplatzierung, Gesamtwochen, AuszeichnungChartplatzierungen (Jahr, Titel, Platzierungen, Wochen, Auszeichnungen, Anmerkungen) | Anmerkungen                                             |
| Jahr | Titel                              | Latin | ES | MX | Anmerkungen                                             |
| ---- | ---------------------------------- | --- | --- | --- | ------------------------------------------------------- |
| 1996 | Penélope Luna Nueva                | Latin16 (7 Wo.)Latin | — | — | Erstveröffentlichung: 21. Oktober 1996                  |
| 1997 | No lo Soñé Luna Nueva              | Latin22 (7 Wo.)Latin | — | — | Erstveröffentlichung: 10. März 1997                     |
| 1997 | Sé Que Ya No Volverás Luna Nueva   | Latin15 (12 Wo.)Latin | — | — | Erstveröffentlichung: 28. April 1997                    |
| 1999 | La última noche Tal Cual Es        | Latin31 (4 Wo.)Latin | ES10 (5 Wo.)ES | — | Erstveröffentlichung: 8. November 1999                  |
| 2000 | Que Será Tal Cual Es               | Latin26 (5 Wo.)Latin | — | — | Erstveröffentlichung: 13. März 2000                     |
| 2001 | Color Esperanza Un Mundo Diferente | Latin48 (1 Wo.)Latin | ES11 (1 Wo.)ES | MX— Diamant + GoldMX | Erstveröffentlichung: 14. September 2001                |
| 2004 | Cantar Hasta Morir MTV Unplugged   | Latin15 (13 Wo.)Latin | — | — | Erstveröffentlichung: 22. April 2004                    |
| 2004 | Déjame Estar MTV Unplugged         | Latin7 (9 Wo.)Latin | — | — |                                                         |
| 2006 | Abriendo Caminos Andando           | Latin30 (5 Wo.)Latin | — | — | Erstveröffentlichung: 4. Juli 2006 mit Juan Luis Guerra |
| 2010 | Guapa Distinto                     | Latin1 (18 Wo.)Latin | ES46 (1 Wo.)ES | — | Erstveröffentlichung: 15. Februar 2010                  |

grau schraffiert: keine Chartdaten aus diesem Jahr verfügbar
Weitere Singles
- 2015: La Vida Es un Vals (MX: Gold)
- 2018: Un poquito (US: Platin (Latin), ES: Gold, MX: Platin)
- 2020: Color Esperanza 2020 (Various Artists, Benefizsingle, ES: Platin, MX: ×9Neunfachgold )

### Videoalben
- 2005: MTV Unplugged (MX: Gold, AR: Platin)